# 野田亮介

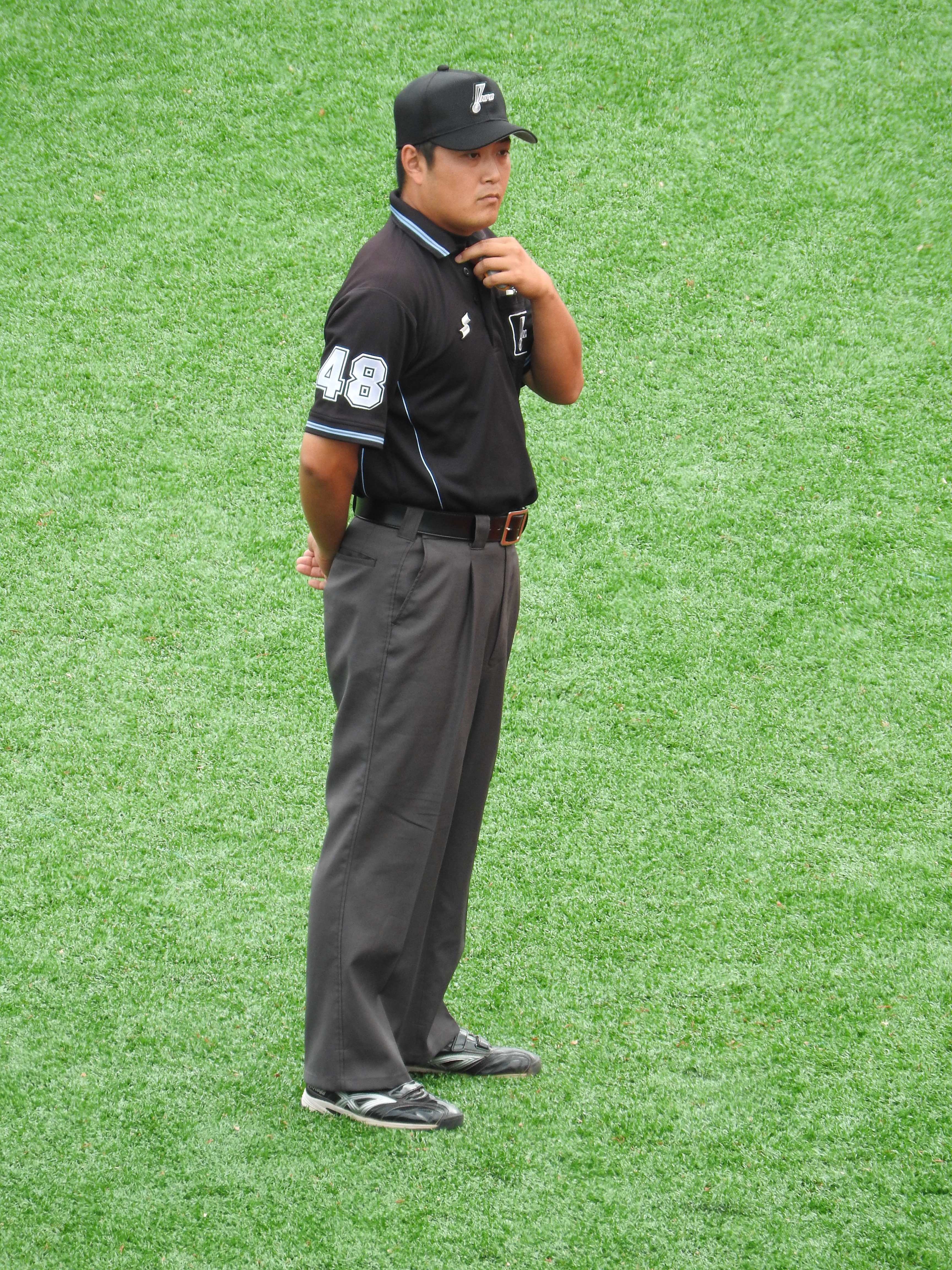
2019年9月29日 横須賀スタジアムにて

野田 亮介 (のだ りょうすけ、1993年5月9日 - )は、日本のプロ野球審判員。審判員袖番号は48。

## 経歴
日本大学第一高等学校から日本大学へ進み、学生コーチを務めた。同期に山崎晃大朗、1学年上に森脇亮介、戸根千明、1学年下に京田陽太がいた。2017年1月1日に日本野球機構審判部に入局。

## 審判員出場記録
- 出場試合数：22試合
- 初出場：2023年5月5日、東京ヤクルトスワローズ対横浜DeNAベイスターズ（明治神宮野球場）6回戦、三塁塁審

(記録は2024年シーズン終了時点)